# Van Heflin
Emmett Evan Heflin Jr. (13. prosince 1908 – 23. července 1971 Hollywood) byl americký divadelní, rozhlasový a filmový herec, držitel Oscara za nejlepší vedlejší roli za výkon ve filmu Johnny Eager (1942).

## Život
Emmett Evan Heflin Jr. se narodil 13. prosince 1908 ve Walters v Oklahomě. S rodinou se následně přestěhoval do Oklahoma City, kde navštěvoval školu až do sedmé třídy. Později se přestěhovali do Long Beach v Kalifornii, kde dokončil střední školu.
Studoval také na Oklahomské univerzitě, kde v roce 1932 získal bakalářský titul. Na Yaleově univerzitě získal magisterský titul v oboru divadlo.
Svou divadelní kariéru zahájil po škole v divadle Broadway. Během své filmové kariéry hrál převážně charakterní role, ale ve 40. letech 20. století začal získávat i hlavní role.
Získal Oscara za nejlepší výkon ve vedlejší roli za výkon ve filmu Johnny Eager (1942). Dále si zahrál ve westernech Shane (1953), 3:10 to Yuma (1957) a Cesta pistolníka (1958). V katastrofickém filmu Letiště (1970) ztvárnil psychicky narušeného pasažéra.
V polovině třicátých let měl šestiměsíční manželství s herečkou Eleanor Shawovou. V roce 1942 se oženil s herečkou Frances Nealovou. Měli spolu dvě dcery, herečky Vanu O'Brienovou a Cathleen Heflinovou, a syna Tracyho. Manželé se rozvedli v roce 1967.
V roce 1960 byl poctěn dvěma hvězdami na Hollywoodském chodníku slávy.
Dne 6. června 1971 utrpěl ve svém bazénu infarkt myokardu. Téměř sedm týdnů byl hospitalizován v nemocnici Cedars-Sinai Medical Center v Los Angeles a již nikdy neprobral k vědomí. Zemřel 23. července 1971 ve věku 62 let. Zanechal instrukce, v nichž žádal o soukromý pohřeb. Jeho zpopelněné ostatky byly rozptýleny v oceánu.

## Filmografie (výběr)
- Johnny Eager (1942)
- Shane (1953)
- 3:10 to Yuma (1957)
- Cesta pistolníka (1958)
- Největší příběh všech dob (1965)
- Letiště (1970)